# Louis-René-Madeleine de Latouche-Tréville
Pour les articles homonymes, voir Latouche et Tréville.
Louis-René Levassor de La Touche, comte de Tréville dit Latouche-Tréville, né le 3 juin 1745 à Rochefort (Charente-Maritime) et mort le 19 août 1804 à bord du Bucentaure en rade de Toulon (Var), est un officier de marine français du XVIIIe siècle. Issu d'une famille de marins, il se distingue particulièrement pendant la guerre d'indépendance des États-Unis. 
Député de la noblesse en 1789, il vote néanmoins l'abolition des privilèges et fera partie de l'Assemblée constituante jusqu'à sa dissolution en 1791. Retiré dans sa propriété de Montargis, il est sans affectation jusqu'en 1799, avant d'être rappelé par le Consulat. Promu vice-amiral et placé successivement à la tête de la flotte de Brest et de la flottille de Boulogne, il est chargé par Napoléon Ier de se rendre maître de la Manche avant de lancer une invasion de l'Angleterre.

## Biographie

### Origines
La famille La Touche-Tréville est originaire de Paris, de son vrai nom Vassor ou Le Vassor. Elle embarque pour la Martinique et la Guadeloupe en 1640, et prend une part importante à la fondation de ces colonies française des Antilles françaises,. La branche cadette de cette famille, qui prend le nom de Le Vassor de La Touche, rentre en France, et fournira de nombreux et braves marins. Louis XIV récompense les Le Vassor de La Touche en leur octroyant, en 1706, des lettres de noblesse. Un peu plus tard cette branche se divisa elle-même en Le Vassor de La Touche et en Le Vassor de La Touche-Tréville.
Son oncle, Charles-Auguste Levassor de La Touche-Tréville (1712-1788), lieutenant général des armées navales sous Louis XVI, était le chef de la nouvelle branche.
Le frère aîné de ce dernier, Louis-Charles Le Vassor de La Touche (1709-1781), lui-même lieutenant général des armées navales et gouverneur de la Martinique (1761-13 février 1762), qui avait conservé le nom de Le Vassor de La Touche, est le père Louis-René-Madeleine de Latouche-Tréville et Madeleine Rose de Saint-Légier de la Sausaye (1718-1745), sa mère.
Il a trois demi-frères, du second mariage de son père avec Marie-Louise Céleste de Rochechouart (1730-1764) :
- Louis Jean François (1753-1807), officier de cavalerie ;
- Louis Charles (1754-1780), abbé ;
- Pierre Jules Camille (1764-1788), lieutenant de vaisseau.

Louis-René de La Touche n'ajouta à son nom celui de Tréville qu'après la mort de son oncle en 1788.

### Une formation maritime lors de la guerre de Sept Ans
Latouche-Tréville entre dans la Marine royale en février 1758, à l'âge de 13 ans, comme garde de la marine. Sur vaisseau Le Dragon, 64 canons, commandé par son père, il prend part au combat de Belle Isle en Mer les 20 et 21 novembre 1759. Le 11 août 1760, il embarque sur la prame La Louise, commandée par son oncle et participe au bombardement des vaisseaux anglais à l'île d'Aix dans l’embouchure de la Charente.
En début 1761, il sert sur différentes chaloupes canonnières. En juin, il embarque sur L'Intrépide, un vaisseau de 74 canons, et participe à deux combats[Lesquels ?]. Il débarque de L'Intrépide le 27 décembre 1762. Après le traité de Paris de 1763, il effectue plusieurs campagnes d'évolutions sous les ordres de son oncle et de l'amiral d'Estaing, en Guyane, à Saint-Domingue et à la Martinique sur différents bâtiments, Le Tonnant, 80 canons, d'avril à juin 1763, La Couronne, 74 canons de juin à août 1763 puis à bord de la flûte La Garonne de janvier à juillet 1764, sur Le Hardi, 64 canons, puis La Bricole jusqu'à février 1767.
En mars 1767, il demande et obtient un congé d'une année.

### Cavalier aux Antilles puis officier bleu à Rochefort
Bien que promu enseigne de vaisseau en septembre 1768, il quitte peu après la marine, à la faveur d'une réforme. L'année suivante, il rejoint le service de terre de la Maison du Roi au sein des « mousquetaires noirs » puis intègre la cavalerie et devient aide de camp du gouverneur de la Martinique le comte d'Ennery. Il obtient son brevet de capitaine de dragons en 1771 dans le régiment de La Rochefoucauld dragons, puis de nouveau aide de camp l'état-major du général Vallière, commandant des Îles du Vent.
En janvier 1772, il retourne finalement en France et rejoint de nouveau la marine, grâce aux relations de sa famille avec le ministre de la Marine et des Colonies marquis de Boynes. Le 28 septembre 1772, il est capitaine de brûlot, c’est-à-dire Officier bleu, malgré son passé de garde de la marine, et obtient le commandement de la flûte Le Courtier. Il sert essentiellement au port de Rochefort de 1773 à 1775.
En octobre 1774, il présente au ministre de la Marine un projet de circumnavigation, mais ce projet reçoit un avis défavorable. Dans ce dernier quart du XVIIIe siècle, la rivalité avec l'Angleterre passe aussi par une course à la connaissance et de nombreux voyages d'exploration scientifique sont envoyés autour du monde, commandés successivement par Kerguelen de Trémarec, Lapérouse et d'Entrecasteaux côté français, Phipps, Bligh, Vancouver et surtout Cook côté anglais.
En mars 1775, La Touche accueille, avec son père, le duc de Chartres à Rochefort lors de son admission dans la marine royale.

### La guerre d’Amérique
Après une campagne en 1776 jusqu’aux États-Unis sur la flûte Le Courrier, il est finalement réintégré dans le Grand Corps comme lieutenant de vaisseau en mai 1777 et est nommé aide-major du port de Rochefort. Il commande la corvette Le Rossignol, armée de vingt canons, essentiellement pour des escortes de convois dans le golfe de Gascogne, puis la frégate L'Hermione, vingt-six canons, à partir de janvier 1779.
Le soir du 28 mai 1779, alors qu'il croise à l'ouest de l'île d'Yeu, il aperçoit un trois-mâts anglais fonçant sur lui toutes voiles dehors. Prenant conscience que ce bâtiment le croyait moins fort qu'il n'était, il feint de l'éviter pour mieux l'attirer dans un piège. Il prend en chasse, et règle sa marche pendant la nuit, de manière à laisser à l'Anglais l'espérance de l'atteindre au jour. Il fait allumer des feux toutes les heures pour permettre à son poursuivant de le suivre. Mais, au matin du 29 mai 1779, lorsque le navire anglais se trouve à portée de canon de L'Hermione, La Touche revire soudain sur lui. L'Anglais à son tour essaye de prendre la fuite mais trop tard : deux volées de canon de L'Hermione le forcent à amener son pavillon. Il s'agissait d'un corsaire de dix-huit canons, basé à Falmouth et nommé La Dissidence. Le lendemain, La Touche est à nouveau poursuivi par un corsaire de dix-huit canons, La Résolution des dames de Londres.
En plus de ces deux navires corsaires, il s'empare de trois bâtiments de commerce, ce qui lui vaut d’être fait chevalier de l’ordre de Saint-Louis en 1779. C'est à bord de L'Hermione qu'il conduit La Fayette jusqu’à Boston en Amérique, au cours d'un voyage qui dure du 10 mars au 28 avril 1780. À son arrivée en Nouvelle-Angleterre, le général des Touches le charge de diriger la construction de plusieurs batteries pour la défense de Rhode Island. Ayant été autorisé à croiser quelques semaines sur Long Island et à l'entrée de New York, pour y intercepter les bâtiments à la destination de cette ville, il fait deux nouvelles prises. Le 7 juin 1780, il découvrit quatre navires ennemis se dirigeant vers lui. C'étaient la frégate anglaise HMS Iris, de trente-deux canons, et trois autres bâtiments de guerre de moindre taille. Après un rude combat, au cours duquel il a le bras transpercé par une balle, La Touche parvient à mettre en fuite quatre bâtiments britanniques.

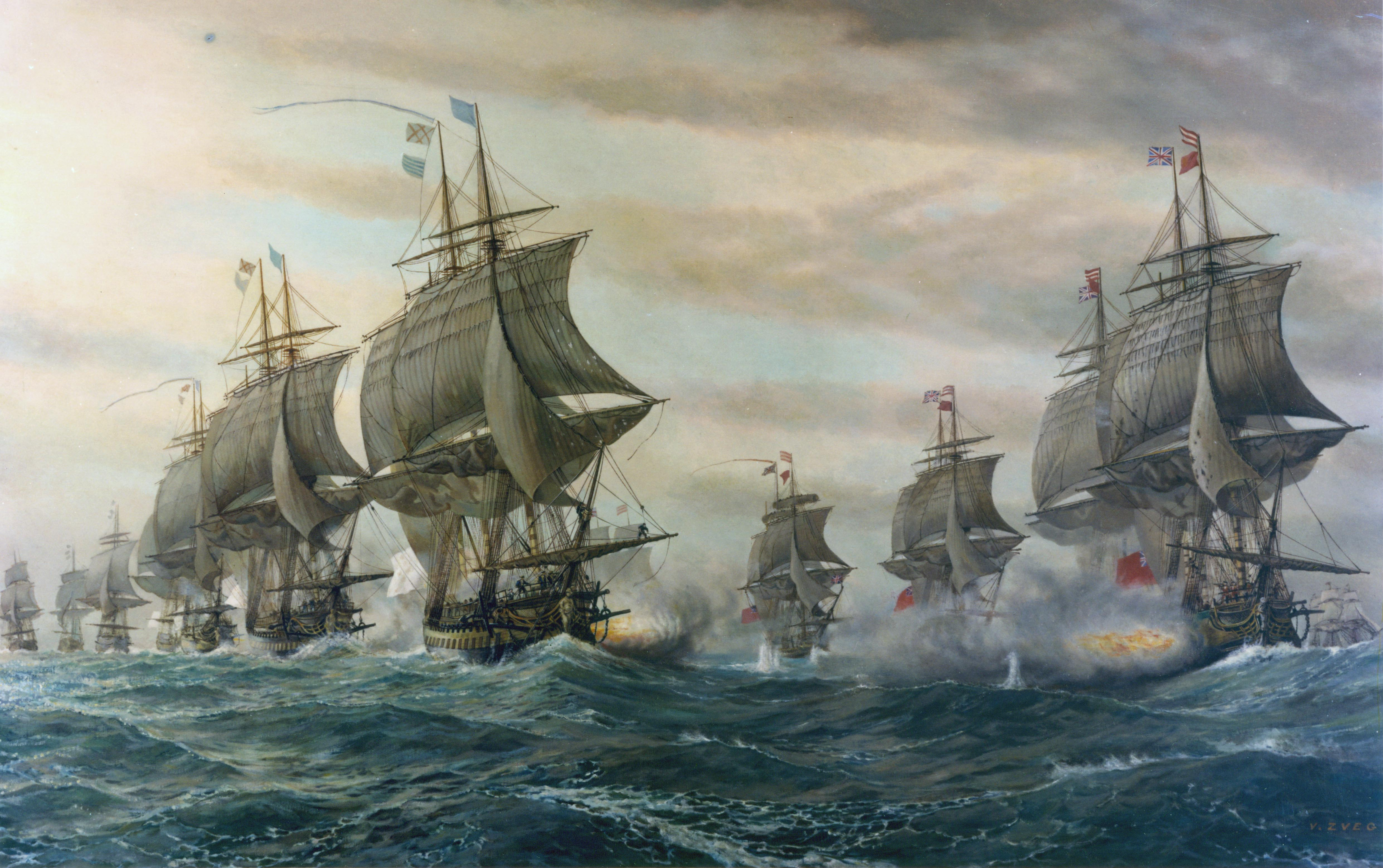
Bataille de la baie de Chesapeake, 5 septembre 1781

Le 16 mars 1781, il se trouve avec l'escadre du capitaine des Touches à la bataille du cap Henry, contre l'escadre anglaise aux ordres de l'amiral Arbuthnot, et est chargé d'aller annoncer au Congrès américain, siégeant à Philadelphie, l'heureuse issue de cet engagement aux insurgés.
Toujours sur L'Hermione, il part croiser au large de l'île Royale (actuelle île du Cap Breton), sous les ordres du célèbre navigateur Lapérouse, commandant la frégate L'Astrée, de vingt-six canons. Le 21 juillet 1781, les Français entre en vue d'une flotte marchande anglaise escortée par plusieurs bâtiments de guerre anglais. Lapérouse, ordonne de les prendre en chasse et L'Astrée et L'Hermione, toutes voiles au vent, foncent sur les bâtiments ennemis qui, ayant détaché leurs six bâtiments de guerre du convoi, attendaient en ligne. Il est 19h ce soir-là, lorsque les frégates françaises tirent les premiers coups de canon. Lapérouse et La Touche manœuvrèrent avec habileté et parviennent à désorganiser l'escadrille ennemie, qui se composait du HMS Allegeance, 24 canons, du HMS Charleslown, 20, HMS Jack, 14, du HMS Vulture, 20, et du HMS Thompson, 18. L'Hermione, après avoir envoyé plusieurs bordées au Vulture et au Jack, alla combattre le Charleslown, qui déjà avait affaire à l'Astrée et qui est obligé d'amener son pavillon. La Touche retourne aussitôt après sur le Jack, l'écrase de son feu, et le force à se rendre. Tous les ennemis vaincus, seule la nuit profonde leur permit de se dérober aux vainqueurs, non sans dommages. Seul le HMS Jack put être conduit à Boston.
De retour en France, à la suite de cette belle campagne, Latouche-Tréville apprend qu'il avait été nommé capitaine de vaisseau par brevet le 20 juin 1781.
En 1782, il commande une division de deux frégates, L'Aigle et La Gloire, parties de Rochefort et chargées d'apporter trois millions de livres en Amérique pour les insurgés et du matériel pour l'escadre du marquis de Vaudreuil. Dans la nuit du 4 au 5 septembre 1782, au large des Bermudes, il rencontre le vaisseau HMS Hector, ancien vaisseau français de 74 canons pris par les Anglais. En raison de l'importance de sa mission, il cherche dans un premier temps à éviter le combat. Mais, voyant que De Vallonge, le capitaine de La Gloire sous ses ordres, n'avait pas suivi ses intentions, il prend le parti de mener le combat et coule le navire anglais.
Le 12 septembre suivant, alors qu'elles s'approchent des côtes américaines, les deux frégates croisent la route d'une escadre anglaise, commandée par le commodore Elphinstone, composée de deux vaisseaux de ligne, d'une frégate, de deux corvettes et d'un brick. La Touche s'empare du brick, louvoie ensuite pour s'approcher du fleuve Delaware, pénètre dans la baie et jusqu'au milieu des bancs espérant que les bâtiments ennemis n'oseraient pas s'y aventurer. Mais il est poursuivi, La Touche parvient néanmoins à faire évacuer les passagers et les trésors qu'il portait. Il les envoie à terre dans les canots des deux frégates ainsi que les dépêches dont il était chargé. Dans un ultime mouvement, il tente de remonter le Delaware au risque de s'échouer sur un banc de sable, ce qui finit par arriver à L'Aigle. La Gloire, dont le tirant un pied d'eau était plus faible, parvient à franchir le haut fond et gagne le grand canal. Condamné par la marée descendante à ne pas pouvoir se défendre, il ordonne la sabordage de sa frégate (les mâts sont abattus et des voies d'eau ouvertes) afin qu'elle ne soit pas récupérée par l'ennemi. Après un ultime combat, il finit par amener son pavillon. Cette défense héroïque sera comptée à La Touche comme une victoire. Fait prisonnier de guerre et sa frégate étant perdue, il avait néanmoins rempli sa mission: le trésor et ses passagers étaient parvenus et l'honneur était sauf.
Conduit en tant que prisonnier à New York, il y reste jusqu'au traité de Paris de 1783 qui met un terme à la guerre d'indépendance des États-Unis. Ses services lors de la guerre d’Amérique lui vaudront d’être décoré de l’ordre de Cincinnatus.

### Retour en France et changement de nom
De retour en France, il est directeur du port de Rochefort et chargé de dresser une carte de l'île d'Oléron. Directeur adjoint des ports et arsenaux de 1784 à 1787, puis chancelier du duc d’Orléans (futur Philippe Égalité) en 1787, il finit par être nommé à l'inspection générale des canonniers aux classes de la marine. Au mois de juillet 1786, il embarque Louis XVI sur une corvette, et le fait passer de Honfleur au Havre.
En 1788, Louis-René-Madeleine de Latouche, que l'on appelait le comte de La Touche depuis la mort de son père, prend le nom de La Touche-Tréville qui était celui de son oncle.

### Député au début de la Révolution et missions en Méditerranée
Le 7 janvier 1789, il fait l'acquisition de la terre de Platteville à Montargis pour 500 000 livres. Grand bailli d'épée, il est élu, la même année, député de la noblesse du bailliage de Montargis aux États généraux et fait partie de la quarantaine de députés de la Noblesse qui se rallient au Tiers état et vote l’abolition des privilèges le 4 août 1789.
En 1790, il rejoint le Club des jacobins et, le 20 décembre 1790, lors de la réforme de la marine, il est promu au grade de contre-amiral. Il fait partie de l'Assemblée constituante jusqu'à sa dissolution, le 10 octobre 1791.
En 1792, il prend part à une expédition contre l'île de Sardaigne. Il commande alors le vaisseau Le Languedoc, 80 canons, dans l'escadre de l'amiral Morard de Galles et assure même l’intérim du commandement de la flotte de Brest par manque d’officiers généraux (tous ou presque ont émigré). Il est chargé de commander la forte division au départ de ce port et à destination de la Méditerranée pour étoffer l'escadre de Toulon aux ordres du contre-amiral Truguet.
L'année suivante, il est chargé de commander une escadre de dix vaisseaux, les deux tiers des forces de la Méditerranée, pour effectuer une mission d’intimidation à Naples et obtenir les excuses du gouvernement Acton dont l’ambassadeur à Constantinople a intrigué pour faire refuser ses lettres de créance à l’ambassadeur de la République française, Sémonville. Il effectue cette mission avec brio : embossant ses vaisseaux au long du littoral et menaçant de toute son artillerie le palais royal, il fait parvenir un message par l'intermédiaire d'un grenadier, le citoyen Belleville :
En deux heures il obtient satisfaction. Repartant pour rejoindre Truguet au sud de la Sardaigne, une tempête démâte Le Languedoc et L'Entreprenant qui se retrouvent isolés et qui doivent retourner à Naples pour réparer. Malgré sa situation critique, les Napolitains non seulement ne tentent rien contre lui, mais lui fournissent même les moyens de réparer les avaries des deux vaisseaux.
Il rejoint finalement la baie de Cagliari où il participe au bombardement de la ville et assiste impuissant à la panique des volontaires marseillais censés s’en emparer. Il s’entend assez mal avec Truguet, sensiblement moins expérimenté que lui, mais discipliné, il obéit aux ordres. Il apprend à cette occasion sa nomination comme contre-amiral avec effet à compter du 1er janvier 1793. Bien que six autres capitaines de l’escadre ait été simultanément promus, il demeure le commandant second des forces de la Méditerranée. Une fois de retour à Toulon, il se plaint de Truguet auprès du ministre Monge. Il est désigné pour prendre un commandement à Brest mais, dénoncé comme suspect par le Comité de salut public, il est emprisonné à la prison de la Force le 15 septembre 1793 et destitué de son grade de contre-amiral le 30 novembre 1793.
Libéré à la chute de Robespierre le 9 Thermidor (27 juillet 1794), il se retire à Fontainebleau, puis à Montargis où il dirige une raffinerie de canne à sucre dont la matière première arrive de Nantes par la Loire et les canaux. L'impasse de la Raffinerie, nommée d'après sa manufacture, existe toujours à Montargis.

### Sans affectation pendant de nombreuses années
Il est officiellement réintégré dans son grade mais ne reçoit aucune affectation. À Montargis, il est nommé chef de la légion du district. Là, il se livre alors à des activités agricoles et manufacturières, fait de très mauvaises affaires et accumule les dettes. À l'été 1795, il s'installe à Créteil dans le Val-de-Marne, où il vit avec Marie Julie Joly, dont il aura trois enfants.
Le général Hoche le demande pour remplacer le vice-amiral Villaret-Joyeuse au commandement de l’escadre devant conduire ses troupes en Irlande mais Truguet, devenu ministre, l’écarte, officiellement en raison de ses liens anciens avec la famille d'Orléans. Les ministres suivant, Pléville Le Pelley et Bruix vont l’ignorer de la même façon.

### Le grand homme de la marine du Consulat

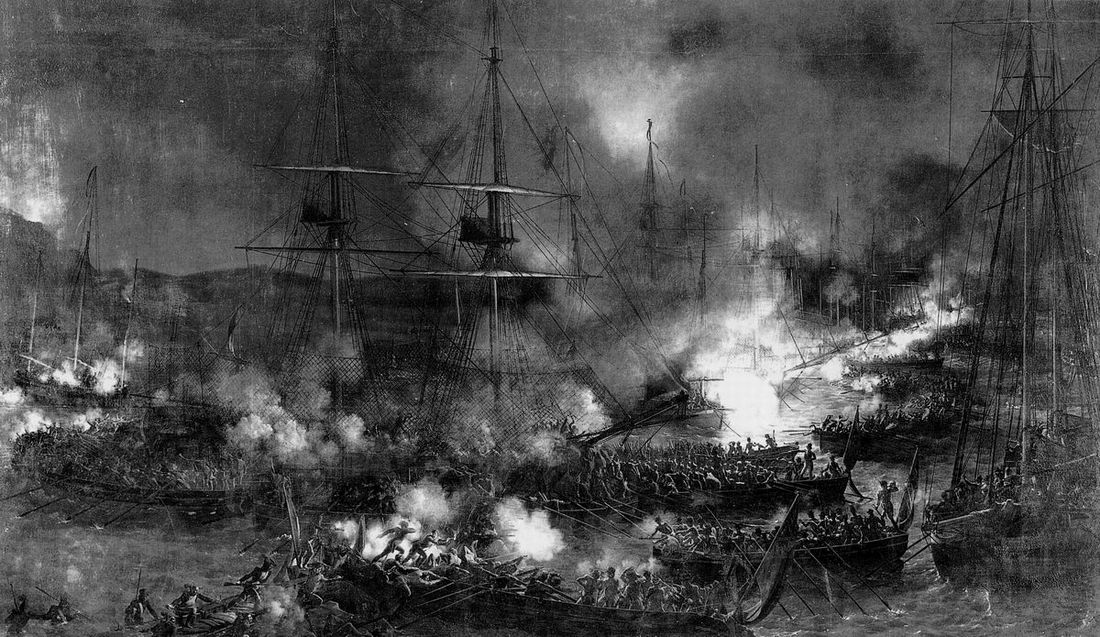
Latouche-Tréville défait Nelson près de Boulogne, le 15 août 1801.

Il faudra le Consulat pour qu’enfin lui soit confié un nouveau commandement en 1800. Le 3 avril, il reçoit le commandement de la flotte de Brest par intérim, l'amiral Bruix, malade, se faisant soigner à Paris. Le 11 mai, il est nommé responsable de la défense du port de Brest. Le 16 février 1801, il rencontre Napoléon Bonaparte une première fois à Paris. Ce dernier lui confie le commandement d'une division de quatre vaisseaux à Rochefort, avant de le nommer commandant en chef des forces navales de la Manche, basé à Brest en mars.
Le 8 juin 1801, il rencontre à nouveau Bonaparte au château de Malmaison et expose au Premier Consul un plan de traversée de la Manche. Il commande successivement les vaisseaux Le Mont-Blanc et Le Terrible. Par deux fois, les 5 et 15 août, il repousse les attaques (en) de l'amiral Nelson qui tente de détruire la flottille. Ce furent probablement les seuls échecs de la carrière de Nelson, ce qui vaudra un prestige considérable à Latouche-Tréville que Bonaparte considère dès lors comme son meilleur amiral.
Nelson écrit à ses amis :

« M. Latouche est tout prêt à prendre la mer, et, à la manière dont manœuvrent ses vaisseaux, je m’aperçois qu’ils sont bien armés ; mais, de mon côté, je commande une flotte telle que je n’en ai jamais vu, et certes aucun amiral, à cet égard, n’a le droit de se dire plus heureux que moi. M. Latouche s’aventure souvent en dehors du cap Sepet. Qu’il ait la bonté de venir jusque par le travers de Porquerolle, et nous verrons de quel bois sont faits ses vaisseaux… Toutes ses manœuvres n’ont été jusqu’ici que des gasconnades. Cependant je ne doute pas que, dès qu’il recevra une mission, il ne soit homme, pour l’accomplir et exécuter ses ordres, à courir le risque de nous rencontrer et de nous combattre. »

Le 14 octobre 1801, il reçoit l'ordre de rallier Rochefort où lui est confié l'escadre stationnée à l'île d'Aix. Son escadre est chargée de conduire les 23 000 hommes de l'armée du Rhin à Saint-Domingue pour rejoindre sur place les forces de Villaret-Joyeuse. Il s’empare avec le général Boudet de Port-au-Prince et de Léogâne, avant d'obtenir la reddition du général Laplume en 1802.

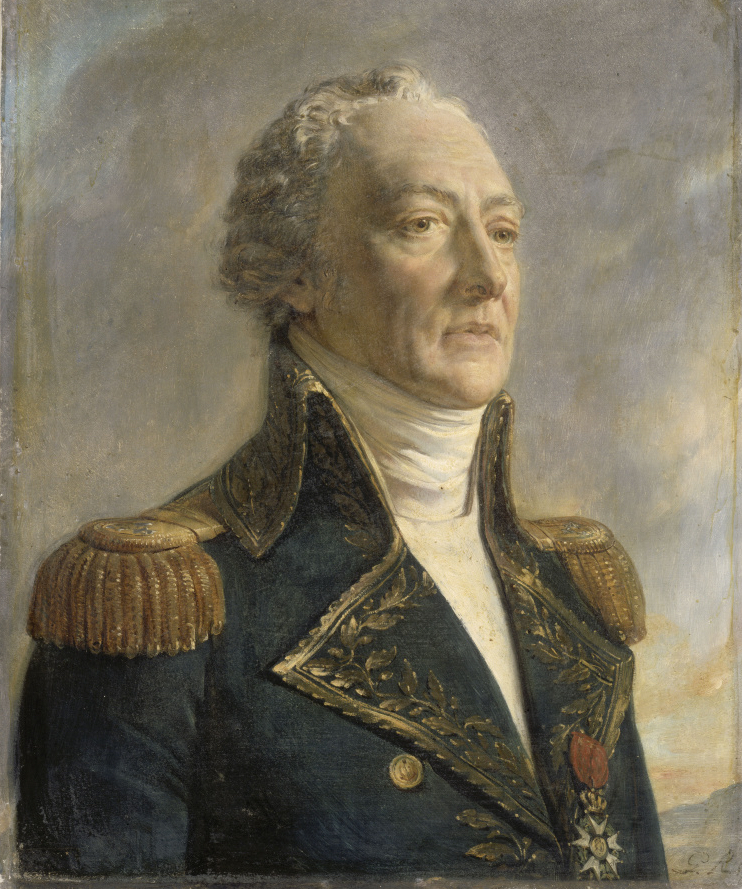
Louis-René-Madeleine Levassor de La Touche-Tréville, vice-amiral en 1803 (1745-1804), Georges Rouget, huile sur toile, 1841, musée de l'Histoire de France (Versailles).

Il est promu vice-amiral et rejoint la France pour prendre le commandement de la flotte de la Méditerranée en juillet 1803 et reçoit la croix de la Légion d'honneur le 11 décembre suivant (19 frimaire an XII). Il conçoit alors un plan de grande envergure pour permettre à la flotte impériale se rendre maître de la Manche et permettre l’invasion de l’Angleterre : il s'agit, en échappant au blocus de la Royal Navy, de faire converger l'escadre du Levant (basée à Toulon) et celle du Ponant (basée à Brest), renforcées d'escadres de l'Atlantique (Rochefort, Le Ferrol) et espagnoles (amiral Gravina), jusqu'en mer des Caraïbes y menacer les colonies anglaises des Antilles pour y attirer la Royal Navy. Une fois celle-ci dans les Antilles, lui fausser compagnie en mettant cap sur le pas de Calais pour couvrir la traversée de la Grande Armée regroupée autour du camp de Boulogne. Mais, épuisé, il meurt à bord du navire amiral le Bucentaure en rade de Toulon, le 18 août 1804 après avoir prononcé ces dernières paroles : « Un officier de mer doit mourir sous le pavillon de son vaisseau. »,. Le ministre de la Marine et des Colonies Denis Decrès le remplacera par l'infortuné Villeneuve.
Son nom est sur l’arc de triomphe de l’Étoile (côté Nord).
Son tombeau — une pyramide — se dresse au milieu du cimetière militaire franco-italien de Saint-Mandrier-sur-Mer (Var).

### Bilan
Latouche-Tréville est un marin exceptionnel ayant déjà acquis une solide expérience de combat dès la guerre de Sept Ans. Il est l’un des meilleurs capitaines de la guerre d’Amérique. Le fait qu’il n’ait pas été employé de 1795 à 1800 est certainement une faute qui n’est pas à la gloire des différents ministres qui le considéraient tous comme un rival. Sa mort prématurée prive la marine de l’Empire d'un marin de qualité.

« Napoléon regrettait fort Latouche-Tréville ; lui seul lui avait présenté l’idée d’un vrai talent ; il pensait que cet amiral eût pu donner une autre impulsion aux affaires. L’attaque sur l’Inde, celle sur l’Angleterre, eussent été du moins entreprises, et se fussent peut-être accomplies. »

— Las Cases
Latouche Tréville était franc-maçon : il était vénérable en 1793 de la loge Les Disciples d’Heredom et de la Madeleine réunis de Montargis.

### Titres et honneurs

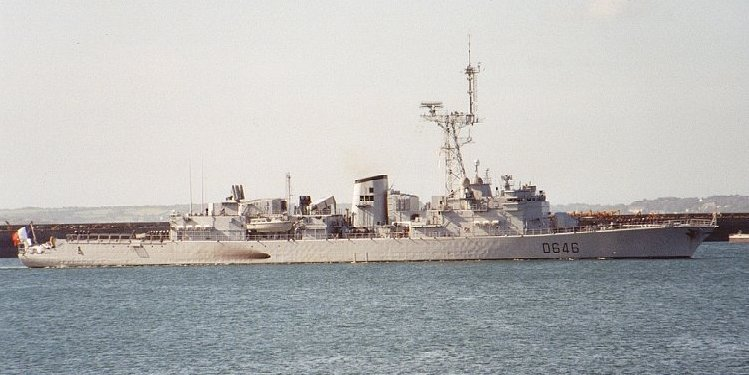
La frégate Latouche-Tréville en manœuvre dans l’arsenal de Brest (septembre 1999)

- Chevalier de l’ordre royal et militaire de Saint-Louis
- Grand officier de la Légion d’honneur
- Grand officier de l'Empire
- Nom gravé sous l'arc de triomphe de l'Étoile

Le nom de Latouche-Tréville a été donné à trois bâtiments de la Marine nationale française en hommage au marin à :
- un aviso (Lartouche-Tréville) (1860-1886)
- un croiseur cuirassé français, le Latouche-Tréville (mis en service en 1892, démoli en 1926)
- la frégate anti-sous-marine française Latouche-Tréville - D646